# Nishiizu, Shizuoka
Nishiizu (西伊豆町 Nishiizu-chō) là thị trấn thuộc huyện Kamo, tỉnh Shizuoka, Nhật Bản. Tính đến ngày 1 tháng 10 năm 2020, dân số ước tính thị trấn là 7.090 người và mật độ dân số là 67 người/km2. Tổng diện tích thị trấn là 105,5 km2.

## Địa lý

### Đô thị lân cận
- Shizuoka
  - Izu
  - Kawazu
  - Matsuzaki